# California College of the Arts
Le California College of the Arts (CCA) est une école d'art, de design, d'architecture et d'écriture composée de deux campus en Californie, l'un à San Francisco et l'autre à Oakland.
Fondée en 1907, l'école compte environ 1 500 étudiants en premier cycle universitaire et 500 étudiants des cycles supérieurs.

## Histoire

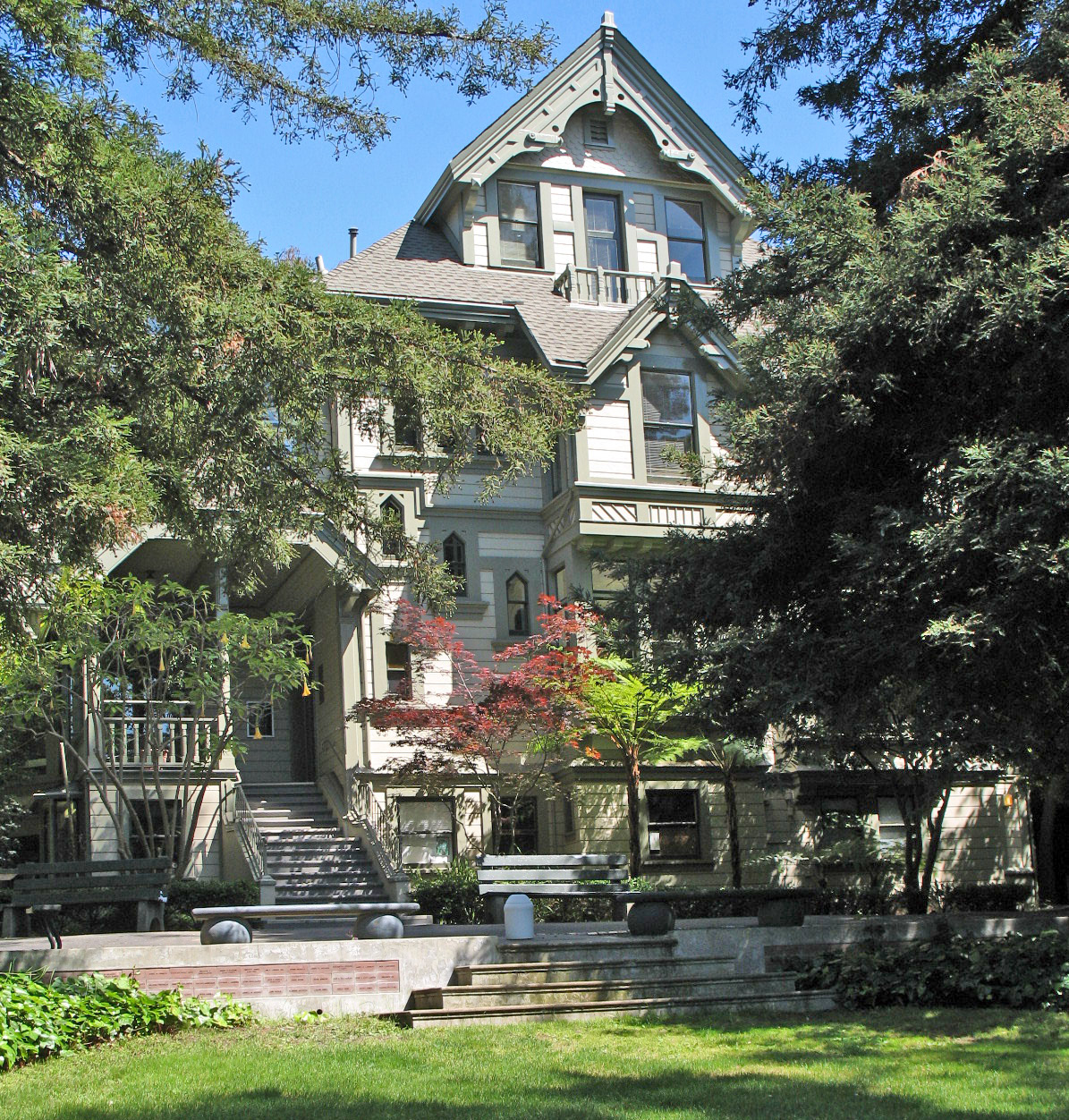
Treadwell Mansion (Oakland, Californie).

La CCA a été fondée en 1907 par Frederick Meyer (beaux arts) (en) à Berkeley en tant que School of the California Guild of Arts and Crafts au plus fort du Arts and Crafts Movement. Le mouvement Arts and Crafts est né en Europe à la fin du XIXe siècle en réponse à l'esthétique industrielle de l'ère de la machine. Les partisans du mouvement ont préconisé une approche intégrée de l'art, du design et de l'artisanat. Aujourd'hui, "l'école d'art pratique" de Frederick Meyer est une institution mondialement connue et respectée, qui attire des étudiants du monde entier
En 1908, l'école fut rebaptisée California School of Arts and Crafts et, en 1936, elle devint le California College of Arts and Crafts (CCAC).
En 2003, le collège universitaire  a pris le nom de California College of the Arts
La CCA offre 22 programmes de premier cycle et 13 programmes de maîtrise CCA confère le Bachelor of Arts, le Bachelor of Fine Arts, le Master of Fine Arts, le Master of Arts, le Bachelor of Architecture (en), le Master of Architecture (en), Master of Design (en) et le Master of Business Administration (MBA).

## Anciens élèves
Les anciens Robert Arneson et Peter Voulkos et la professeure Viola Frey ont contribué à faire du médium de la céramique un art raffiné et ont été étroitement liés à l'émergence du mouvement de la céramique des années 1960. Le mouvement photoréaliste des années 1970 est représenté par Jack Mendenhall, membre actuel du corps professoral, et par les anciens élèves Robert Bechtle et Richard McLean. Les anciens Nathan Oliveira et Manuel Neri étaient des leaders du mouvement figuratif de la région de la baie. Marvin Lipofsky a fondé le programme de verre de CCA en 1967 et a joué un rôle important dans le mouvement Studio Glass.
Les anciens élèves cités incluent les artistes (classés par ordre alphabétique, par nom de famille).

### Université
- Agnes Chavez (en) (Bachelor of Fine Arts 1984)
- Sonia Landy Sheridan (Master of Fine Arts 1961), professeur émérite à la SAIC (School of Art Institute)[6]
- Hulleah Tsinhnahjinnie (BFA 1981 Peinture et mineure en photographie), professeur à l'UC Davis[7]

### Artistes

#### Céramique
- Robert Arneson (en) (MFA 1958)
- Viola Frey (en) (BFA 1956)
- Manuel Neri (en) (Céramiques, fréquenté dans les années 1950)
- Peter Voulkos (Céramique MFA des années 1950)[8]

#### Cinéma
- Ako Castuera (en)  (Illustration BFA 2000), plus connu pour son art du storyboard à Adventure Time
- Hong Sang-soo
- Audrey Marrs (en) (Master of Arts 2008, Pratique de conservation), réalisatrice primée aux Oscars et cofondatrice de Ladyfest[9]
- Wayne Wang (étudiant au milieu des années 1970), réalisateur[10]

#### Peinture
- Natalia Anciso (Peinture / Dessin MFA 2011)[11]
- Robert Bechtle (BFA 1954, MFA 1958), peintre
- Henrietta Berk (en) (fréquentée entre 1955 et 1959[12]), peintre
- Val Britton (en) (MFA 2006)[13]
- Squeak Carnwath (MFA 1977)
- Geoffrey Chadsey (AMF 1995)[14]
- Jules de Balincourt (BFA 1998)[15]
- George Albert Harris (professeur d'art, 1946-1947)
- Jake Longstreth (AMF 2005)[16]
- Louis Macouillard (BFA 1943)[17]
- Richard McLean (Peinture BFA)
- George Miyasaki (BFA 1957, BAED 1957, MFA 1958)[18]
- Robert S. Neuman (Peinture AMF 1951)[19]
- Toyin Odutola (AMF 2012)[20],[21]
- Nathan Oliveira (BFA 1951, MFA 1952)[5]
- Suzanne Scheuer
- Don Stivers (Peinture, a fréquenté le College dans les années 1940), peintre militaire
- James Torlakson (BFA 1973)
- Lee Weiss (1946-1947)[22],[23] aquarelliste
- Albert Dolmans

#### Performance
- Byung Chul Kim (1974-), artiste sud-coréen, installé en Allemagne depuis 2004.

#### Photographie
- Beatrice Helg photographe suisse
- Todd Hido (MFA 1996)
- Hank Willis Thomas (critique visuelle avec photo / maîtrise, MAF 2004)[24],[25]

#### Gravure
- Toyin Ojih Odutola, étudiante en 2009-2012, artiste nigériane-américaine
- Margo Humphrey (gravure BFA)[26]
- Jesus Barraza (MFA 2016 Social Practice / MA Visual Criticism)
- Sonia Sheridan (1925-2021)
- Roland Petersen (assisté à 1952-1954), peintre et graveur[27]

#### Illustration
- Sean Aaberg
- Trinidad Escobar
- Tomie de Paola (Illustration de l'AMF 1969)[28]
- Chelsea Martin (Individualized Major 2008)[29]
- Jenny Parks (MFA)[30],[31]

- Harrell Fletcher (MFA 1994,) pratique sociale[32]
- Bryan Nash Gill (MFA 1988), sculpture
- Ana Maria Hernando (BFA 1990), installation d'art
- David Ireland (BFA ID 1953)[33]
- C.Carl Jennings (1930) artiste, forgeron, forgeron, membre fondateur de la California Blacksmith Association (CBA)[34]
- Dennis Oppenheim
- Raymond Saunders (MAE 1961)
- Richard Waters, inventeur du waterphone
- Susan O'Malley (MFA 2006 Social Practice) artiste, art publique, commissaire d'exposition et auteure[35],[36]

#### Sculpture et verre
- Kate Ali (BFA 2007), sculpture
- Nicole Chesney, fabrication de métaux et verre[37]

- Viola Frey (BFA 1956)
- Bryan Nash Gill (MFA 1988), sculpture
- Bob Haozous (Sculpture BFA 1971)
- Dorothy Rieber Joralemon (années 1930)[38]
- Adrien Segal (BFA 2007 Furniture Design), sculpture conçue avec des données

### Concepteurs
- Erik Adigard (en) (Conception graphique BFA 1987)
- Roger C. Field (BFA 1968 Design industriel)
- Florence Resnikoff (en) (joaillerie BFA 1967)
- Kay Sekimachi (en) (BFA 1946-1949 Textiles)
- Michael Vanderbyl (en) (BFA 1968)[39]
- Dan Stiles (en), graphiste

### Écrivains
- Kate Colby (en)(rédaction MFA)
- Joseph del Pesco (MA 2005 en pratique de conservation), conservateur et écrivain artistique
- Tessa Rumsey (en) (MA 2002 en études visuelles et critiques), poète
- Maximilian Uriarte (BFA 2013 avec distinction)[40]

## Professeurs
- Yves Béhar
- William Bragdon et Chauncey Thomas, deux professeurs, ont créé la première entreprise de poterie d'art de Berkeley, California Faience[41].
- Guillermo Galindo (en)
- Trude Guermonprez
- Saburō Hasegawa
- Lyn Hejinian
- Suzanne Lacy
- Brenda Laurel
- Xavier Martínez
- Larry Sultan
- Perham Wilhelm Nahl